# MD-82 mine
 (avril 2020).
Si vous disposez d'ouvrages ou d'articles de référence ou si vous connaissez des sites web de qualité traitant du thème abordé ici, merci de compléter l'article en donnant les références utiles à sa vérifiabilité et en les liant à la section « Notes et références ».
 (avril 2020).

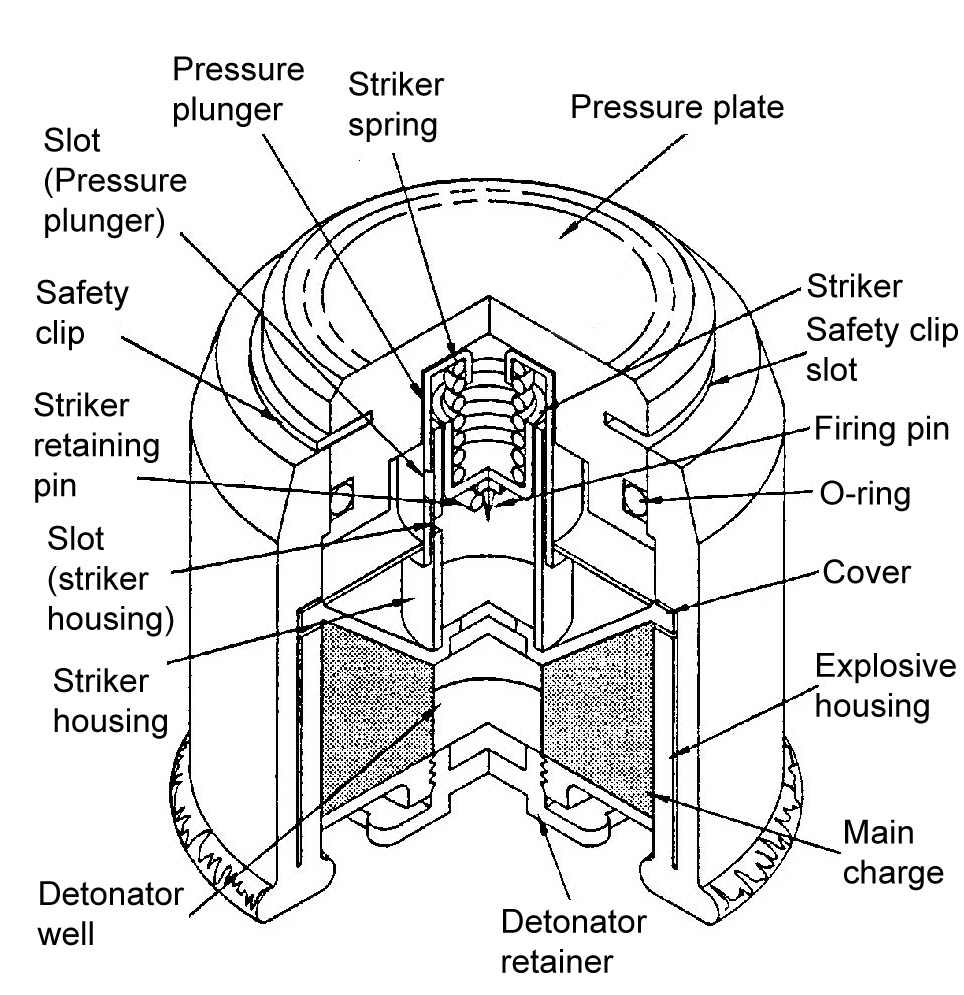
Plan en coupe d'une mine MD-82.

La MD-82 est une mine antipersonnel vietnamienne.

## Description

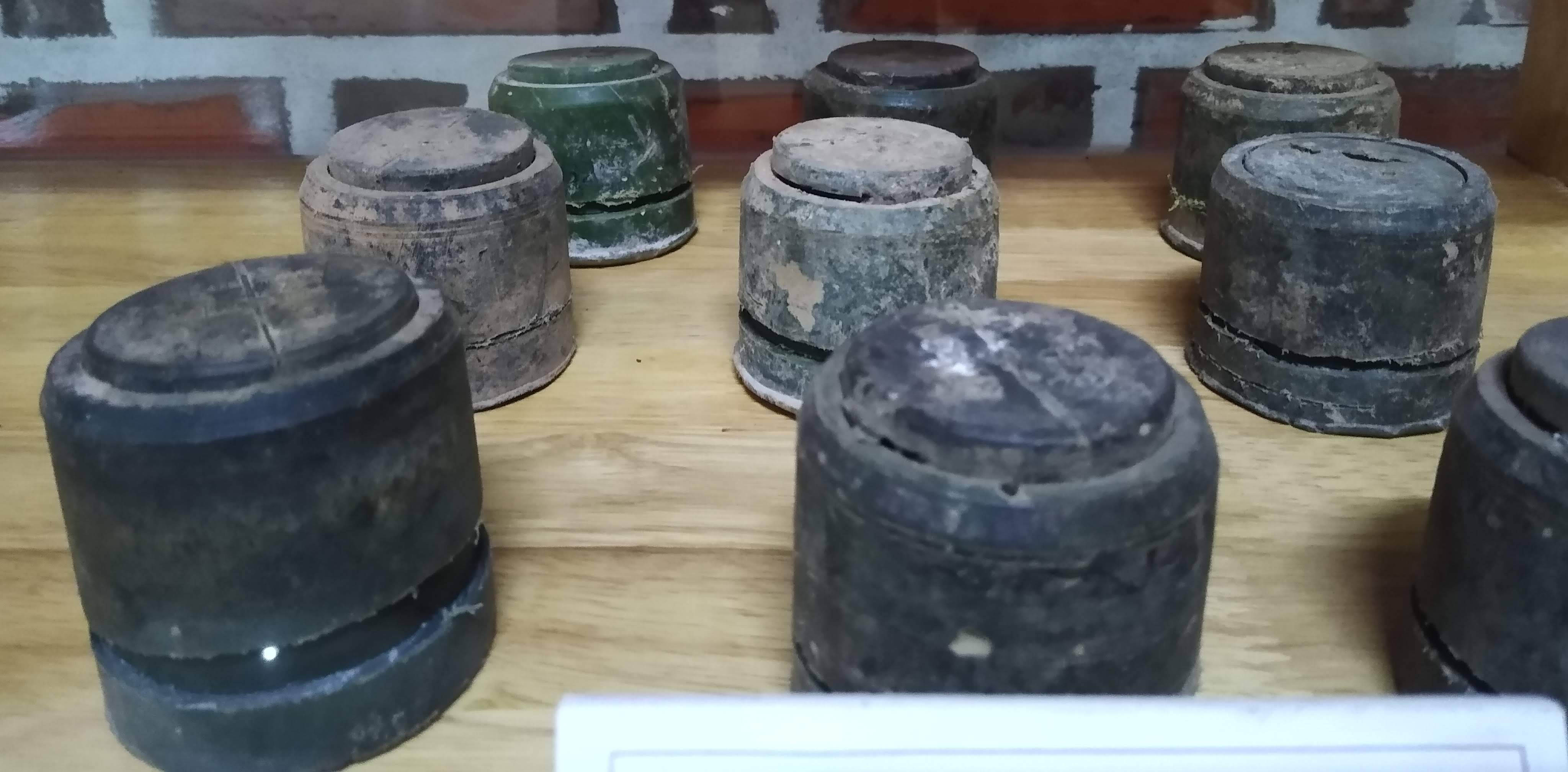
Les mines MD-82B exposées au centre d'accueil APOPO à Siem Reap, Cambodge.

Elle est globalement similaire à la mine M14 américaine, bien que son système de fusion soit différent. Cette mine a une fusée à pression intégrale et son nom est gravé sur le dessus ou sur le côté de l’enveloppe extérieure.
Le détonateur se visse à la base de la mine et une bague est fixée à la goupille de sécurité.
Elle était utilisée au Vietnam et au Cambodge.

## Données techniques
- Hauteur: 57   mm
- Diamètre: 53   mm
- Masse : 100 g environ
- Contenu explosif: 28 g TNT
- Pression d'activation: 4 à 5 kg